# CL 1358+62
CL 1358+62 (ClG 1358+62) è un ammasso di galassie con un redshift di z=0,33 distante dalla Terra circa 3,9 miliardi di anni luce, appartenente alla costellazione del Dragone. Alle spalle dell'ammasso l'immagine amplificata, in un arco rossastro, di una galassia (CL 1358+62 G1) allo stadio evolutivo iniziale che, per alcuni mesi, è stato l'oggetto più lontano noto del nostro universo osservabile con un redshift di z=4,92. La galassia fu scoperta il 31 luglio 1997 da M. Franx and G. Illingsworth, e si trova approssimativamente a 26 miliardi di anni luce dalla Terra (distanza comovente). Il suo redshift è stato misurato, poco dopo la scoperta, tramite il Telescopio Keck. Insieme a CL 1358+62 G1, l'ammasso ha permesso l'individuazione anche di un'altra galassia (CL 1348+62 G2) con un redshift di z=4,92. Queste due galassie furono i primi oggetti, a partire dagli anni 60 e che non fossero quasar, a risultare quanto di più lontano si potesse osservare. Il loro record fu poi battuto a seguito della scoperta nel 1998 della galassia RD1 a z=5,34 che fu il primo oggetto osservabile a superare un redshift di z ≥ 5.